# Joannes Antonides van der Goes

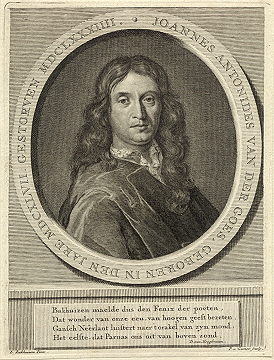
Portret Van der Goes door Ludolf Bakhuizen. Onderschrift van D. van Hoogstraten.

Joannes Antonides van der Goes (Goes, 3 mei 1647 – Rotterdam, 18 september 1684) was een zeventiende-eeuwse dichter, toneelvertaler en toneelschrijver.
Zijn naam wordt ook gespeld als Johannes of Johan. Hij staat ook bekend als Jan Antonisz. of Jan Antheunisz of kortweg Antonides.

## Levensloop
Joannes Antonides van der Goes, zoon van Antoni Jansen en Magdalena Stenaerts, werd geboren in Goes. Zijn ouders verhuisden een paar jaar na zijn geboorte naar Amsterdam. Hier ging hij naar de Latijnse school van Franciscus van den Enden en hij leerde zowel Latijn als Grieks; vanaf 1664 begon hij met het schrijven van Nederlandstalige gedichten. Hij werd leerling in een apotheek in Amsterdam, maar ging alsnog Geneeskunde studeren in Utrecht en werd in 1674 doctor in de geneeskunde. Hierna ging hij in Rotterdam wonen en werd hij lid van de admiraliteit te Rotterdam.
In 1678 trouwde hij met Suzanna Bormans (zuster van predikant Petrus Bormans). In 1684 kreeg hij echter tering (er wordt melding gemaakt van "bloedbraking") en hij overleed datzelfde jaar in Rotterdam, nog maar 37 jaar oud. Hij werd in de Grote Kerk te Rotterdam begraven, als "Docter Jan Antonides".

## Schrijverschap
Uit bewondering voor de Nederlandstalige toneelstukken van Hooft en met name Vondel begon Antonides van der Goes werken van onder meer Horatius, Ovidius en Silius Italicus naar het Nederlands te vertalen. In 1666 schreef hij zijn eerste treurspel, Trazil of overrompelt Sina. Vondel was hier zeer van onder de indruk en er ontstond een vriendschap, waarbij Vondel hem zelfs zijn "zoon in de kunst" noemde. Antonides van der Goes kwam tevens in contact met dichters als Diderick Buysero, Francius, Laurens Bake, Joan Six, Broekhuizen en Pluimer.
Joannes Antonides van der Goes was korte tijd lid van het Amsterdamse kunstgenootschap Nil Volentibus Arduum (dat in 1669 werd opgericht). Hij vertaalde enkele treurspelen en blijspelen (Agrippa en Het huwelijk van Orondates en Statira; het blijspel De gelyke tweelingen van Plautus). Hij schreef hier tevens zijn blijspel Het spookend weeuwtje. Door onenigheid echter met Andries Pels (1631-1681), onder meer over diens kritiek op Vondel, verliet hij het genootschap. Hij schreef hierna de satire Marsyas, gericht tegen Pels, Meijer en Johannes Bouwmeester.
Zijn bekendste werk was (en is nog steeds) zijn zeer uitgebreide dichtwerk De Ystroom (1671). Hierin beschrijft Joannes Antonides van der Goes een wandeling langs het IJ in Amsterdam. Hij komt daarbij langs de houttuin, de vismarkt, de woning van Michiel de Ruyter, het West-Indisch Huis, het Zeemagazijn, de Scheepstimmerwerf, hij beschrijft de geschiedenis van het Sandelhout, de walvisvangst, het schaatsenrijden en nog veel meer - uiteindelijk het Muiderslot van Hooft en zijn aankomst in Zaandam (in een hedendaagse uitgave beslaat het werk meer dan honderd bladzijden).
Na zijn dood in 1684 schreven vele dichters lijkklachten op Antonides van der Goes (waaronder Pluimer, G. Brandt en Broekhuysen, Constanter, Buysero, J. Vollenhove, J. Oudaen, Laurens Bake, Kasper Brandt, D. v. Hoogstraten, P. Rabus, F. de Haes, T. Arends, J. van Hoogstraten en K. Verlove). De Amsterdamse dichteres Katharyne Lescailje schreef een lofdicht op zijn werk. Een jaar na zijn dood gaf zijn vader zijn verzamelde gedichten uit: Gedichten (1685). David van Hoogstraten maakte in 1714 een levensbeschrijving.
Joannes Antonides van der Goes werd als een van de grootste dichters van zijn tijd beschouwd. In de 19e eeuw zou Bilderdijk (1756-1831) een herdruk van zijn werken uitgeven.

## Enkele fragmenten van Antonides van der Goes
Enkele fragmenten uit De Ystroom (1671).
De nieuwe Vischmarkt
Nu volgt de Vischmarkt, die zich spiegelt in het Y,
En schaft ons overvloet van waterlekkerny.
De blanke Baerzen, in 't gezicht der Stad gevangen,
De bruine en swaere Bot, des vremdelings verlangen,
Met Geltekarpers, en den Braessem, geel van kuit,
De kostelijke Griet, de fiere waterbruit,
Om wie Domitiaen, in wulpscheit uitgelaeten,
De breede vierschaer spande, en daegde uit alle Staeten
Den Raed by een, om van dat dertele banket
Te vonnissen, zoo breet, als was 't voor rijk en wet;
De Snoek, een Vyverwolf, de Zeelten, Barm, en Vooren,
Van menig, als het puik der Visschen, uitgekooren.
Hier zwemt van allen kant een stroom van vissen aen,
Die in het groeizaem veen van 't Y te weide gaen,
Die d'Yssel stiert, en die de Waterlandsche vlieten
Uit ruime Kaeren hier op onze banken gieten:
Maer treên wy herwaerts aen, daer deelt de milde zee,
In hun saizoen een schat van vischgerechten mee;
De Heilbot, blank van visch, de Rochen, Plaet en Tongen,
En vette Zalm, die, in het bruischend nat besprongen,
Daer zich de stroomkruik van de Maes in zee ontlaet,
Noch bloedende op de snee, hier duizenden verzaet.
(De Ystroom, Boek I)
Het Bouwen der schepen
Men leert de wijsheit van Natuur hier over 't hooft.
Het aerdrijk word van bosch en wildernis berooft,
De boom ontwortelt en ontheistert van zijn looten,
Om die in 't water, en onvruchtbaar strant te pooten.
Wy leeren de Meermin hier zonder voeten gaen,
En glijen op den rug door wilden Oceaen.
Het Zeepaert binden wy den breidel aen van achter:
De wint verstrekt de zweep, die 't sneller jaegt of zachter.
Wie twijffelt dat Dedael, het Kreetsche strant ontvlucht,
Op wasse pennen vont een heirbaen door de lucht?
De Kreten, zeker, zijn 't niet al gewent te liegen,
Nu Noordsche boomen zelf door 't water henevliegen.
Hier staet een nieuwe kiel aen 't groeien, en bykans
Tot aen des hemels tin gebouwt met trans op trans,
Daer houte ribben, uit den klei geteelt, van buiten,
En binnen wel verzorgt, een' hollen buik besluiten,
Zoo vindt d'ontleder, die, op 't snyspoor van Vezael
En Vesling, leeft in doô geraemten, altemael
De ribben rechts en slinks, gewulft als halve ronden,
Aen eene ruggraet en haer wervels vast gebonden
En ingelijft, met spier en peezen hecht verknocht,
En eerst na twintig jaer te recht in stant gebrocht.
De Boukunst klimt, almeê by trappen op in 't bouwen.
Zy kerft, en klutst, en kromt, woelt met bepekte touwen,
Splist ankerkabels, hecht, met yzre bouten vast,
En ziet verbaest hoe traeg het bougevaerte wast,
Dat in een' oogenblik het krijgsgevaer zou breeken,
Quam weêr de dolle Mars de bloetklaroen te steeken,
Te hitsen strant op strant, en vloot op vlooten aen.
(De Ystroom, Boek I)
Beschrijving van een' zeeslag
Daer dondert zee en strant. Ik zie 't, zy rukken voort.
Kanonnen, zwanger van salpeter, vier en moort,
Aen 't baldren in een' storm; de blixemgloet, geschooten
Uit monden van metael, drijft dolle donderklooten
Door buik en ribben van de kielen, scheurt en rijt,
En steekt het water aen. De korst der stranden splijt,
De strandduin davert, als de losgeborste zwavel
Het marmer schokt in zee tot op des afgronds navel.
De buskruitrook bedwelmt de zonne, die het bloet
In d'oogen spat. Men ziet hier niet dan vier en gloet.
Een schriklijk krijgsmuzijk van trommels, zeetrompetten,
En scheepsklaroenen, en kortouwen en musketten,
Wort met een' naeren toon en heeschen kreet verzelt
Van stervenden, gewont, geblaekert, neêrgevelt,
En 't kleed van 't lijf gezengt, en in de lucht gevaeren,
Zoo dra de scheepsmijn springt, weêr plompende in de baren,
Half levende, en verminkt, en nu in deeze ellend
Te spaê vervloekende het oorlogselement.
(De Ystroom, Boek IV)

## Uitgaven (selectie)
- Trazil of overrompelt Sina, treurspel (1666)
- De Teems in Brant, dichtstuk (1667)
- Bellone aen Bant, dichtstuk (1667)
- De Ystroom, dichtstuk (1671)
- Marsyas, satire (1676)
- Gedichten (1685)